# Riu Someșul Mic

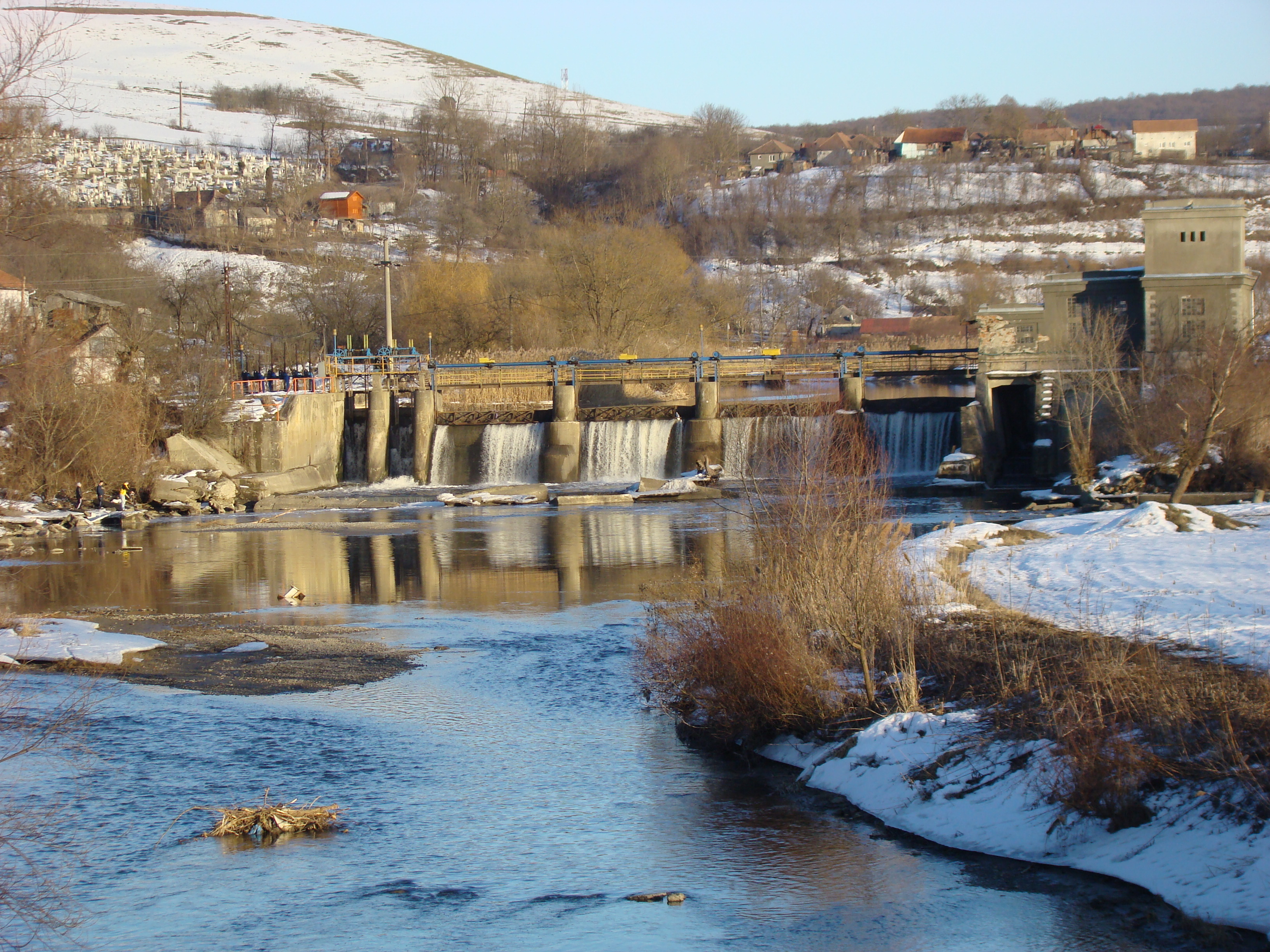
El riu Someșul Mic a la central hidroelèctrica de Mănăstirea

El Someșul Mic (en català literalment Petit Someș; en hongarès: Kis-Szamos) és un riu al nord-oest de Romania (comtat de Cluj). A la seva confluència amb el Someșul Mare a Mica, es forma el Someș.
La seva longitud total és de 178 km, i la seva superfície de drenatge és de 3.773 km². Es forma a la confluència de dues capçaleres, Someșul Cald ("Somes càlid") i Someșul Rece ("Somes freds"), que tenen el seu origen a les muntanyes Apuseni. Des de la confluència, a Gilău, el Someșul Mic flueix a l'est i al nord per Cluj-Napoca, Apahida i Gherla, fins a trobar el Someșul Mare a Dej.

## Ciutats i pobles
Les següents ciutats i pobles estan situats al llarg del riu Someșul Mic, des de la seva font fins a la desembocadura: Gilău, Luna de Sus, Florești, Gârbău, Cluj-Napoca, Sânnicoară, Apahida, Jucu de Mijloc, Jucu de Sus, Răscruci, Bonțida, Fundătura, Iclozel, Livada, Hasdate, Gherla, Mintiu Gherlii, Petresti, Salatiu, Manastirea i Mica.

## Afluents
Els rius següents són afluents del riu Someșul Mic:
- Esquerra: Someșul Cald, Căpuș, Nadăș, Pârâul Chintenilor, Valea Caldă, Feiurdeni, Borșa, Lonea, Lujerdiu, Valea Mărului, Orman, Nima, Pârâul Ocnei
- Dreta: Someșul Rece, Feneș, Gârbău, Becaș, Zăpodie, Mărăloiu, Gădălin, Fizeș, Bandău